# Classe Parchim
La classe Parchim (projet 133-1) est une classe de corvettes de lutte anti sous-marine soviétique de fabrication est-allemande. Elle était conçue pour contrer les sous-marins de Type 206 de la marine ouest-allemande dans la mer Baltique. La marine indonésienne a racheté la dotation de l'ex-Allemagne de l'Est, la renommant classe Kapitan Pattimura.

## Variante
La classe divise en deux variantes :
- Parchim I (projet 133-1) : variante utilisée par la Volskmarine, revenue en 1992 à l'Indonésie qui les a modernisés afin de devenir la classe Kapitan Pattimura, notamment par l'ajout de climatisation et des modifications de l'armement.
- Parchim II (projet 133-1M) : variante utilisée par la marine soviétique puis russe. Se distingue par un radar différent et un canon de 76mm AK-176 à la place du double 57mm[1].

## Utilisateurs
- Marine soviétique : 12 navires dans la flotte de la baltique, transmis à la Russie.
- Marine russe : 6 navires en service en 2024[2], le reste a été désarmé entre 2002 et 2014.
- Volksmarine : 16 navires, transférés lors de la réunification et désarmés sauf 5 (P 6164, P 6167, P 6168, P 6169 et P 6170) qui ont navigué jusqu'en décembre 1991 dans la marine allemande.
- Marine allemande : voir ci-dessus, les navires en service et les navires désarmés ont ensuite été vendus à l'Indonésie.
- Marine indonésienne : 16 navires ex-allemands achetés en 1992 et modernisés afin de devenir la classe Kapitan Pattimura. Deux endommagés (l'un par un incendie en 2008, l'autre par une collision en 2016) et retirés du service, 14 sont toujours en service en 2024[2].